# Колелото на времето (сериал)
 Тази статия е за сериала.  За книжната поредица вижте Колелото на времето.  
„Колелото на времето“ (на английски: The Wheel of Time) е американски фентъзи сериал на „Амазон Прайм Видео“.
Сценарият е по едноименната поредица романи „Колелото на времето“ на Робърт Джордан. Продуциран е от „Сони Пикчърс Телевижън“ и „Амазон Студиос“. Създател на проекта е Рейф Юдкинс.
Първият сезон се излъчва по „Амазон Прайм Видео“ от 19 ноември 2021 година и се състои от 8 епизода, последният от които се излъчва на 24 декември 2021 година. Вторият сезон се излъчва между 31 август и 5 октомври 2023 година.

## Въведение
Колелото на времето проследява действията на Моарейн, член на Айез Седай, мощна организация на жени владеещи силата. Тя взема със себе си група от 5 младежи на пътуване около света, вярвайки че някой от тях може да е Преродения дракон, призван да спаси или разруши света.

## Актьорски състав
| - Розамунд Пайк като Моарейн, Айез Седай - Йоша Страдовски като Ранд ал'Тор - Маркус Рътерфорд като Перин Айбара - Зои Робинс като Нинив ал-Мийра - Барни Харис (сезон 1), Донал Фин (сезон 2) като Матрим Каутон - Мадлин Мадън като Егвийн ал-Вийр - Даниел Хени as Ал'Лан Мандрагоран - Майкъл Макелхатън като Трам ал'Тор - Алваро Морте като Логайн Аблар - Хамед Анимашаун като Лоиал, Огиер | - Александре Вилауме като Том Мерилин, веселчун - Йохан Майерс като Падан Фейн, амбулантен търговец - Дженифър Чеон Гарсиа като Леане Шариф , Айез Седай - Мария Дойл Кенеди като Илла, калайджия - Дарил Макормак като Арам, калайджия - Нариндер Самра като Раен, калайджия - Приянка Босе като Алана Мосвани, Айез Седай - Емануил Имани като Ихвон, стражник на Алана - Тейлър Напиер като Максим, стражник на Алана - Кейт Флийтууд като Лиандрин, Айез Седай | - Кристофър Сциуреф като Абел Каутон - Джулиет Хоуленд като Нати Каутон - Манди Симондс като Дейз Конгар - Лолита Чакрабарти като Марин ал'Вийр - Майкъл Туахине като Бран ал'Вийр - Дейвид Стърн като Кен Буе - Абдул Салис като Еамон Валда, бял плащ - Стюарт Греъм като Джеофрам Борнхалд, бял плащ - Кай Александър като Мин Фаршоу - Софи Оконедо като Сюан Санче, Айез Седай | - Клеър Перкинс като Керене Нагаши, Айез Седай - Питър Франзен като Степин, стражник - Паша Бокари като Господаря Гринуел - Дженифър К. Престън като Господарката Гринуел - Дарън Кларк като Базъл Джил - Фарес Фарес като Ишамаел |

## Епизоди

### Сезон 1 (2021)
| Номер | Заглавие                                         | Премиера            | Режисьор       | Сценарист                          |
| ----- | ------------------------------------------------ | ------------------- | -------------- | ---------------------------------- |
| 1     | „Сбогуване“ (Leavetaking)                        | 19 ноември 2021 г.  | Ута Бризевиц   | Рейф Юдкинс                        |
| 2     | „Сянката дебне“ (Shadow's Waiting)               | 19 ноември 2021 г.  | Ута Бризевиц   | Аманда Шуман                       |
| 3     | „Убежище“ (A Place of Safety)                    | 19 ноември 2021 г.  | Уейн Йип       | близнаците Кларксън                |
| 4     | „Прероденият дракон“ (The Dragon Reborn)         | 26 ноември 2021 г.  | Уейн Йип       | Дейв Хил                           |
| 5     | „Кръвта зове за кръв“ (Blood Calls Blood)        | 3 декември 2021 г.  | Сали Ричърдсън | Селин Сонг                         |
| 6     | „Пламъкът на Тар Валон“ (The Flame of Tar Valon) | 10 декември 2021 г. | Сали Ричърдсън | Юстин Джуел Гилмер                 |
| 7     | „Мракът по пътищата“(The Dark Along the Ways)    | 17 декември 2021 г. | Киарън Донъли  | Аманда Кейт Шуман и Катрин Маккена |
| 8     | „Окото на света“ (The Eye of the World)          | 24 декември 2021 г. | Киарън Донъли  | Рейф Юдкинс                        |

### Сезон 2 (2023)
| Номер | Заглавие                                        | Премиера             | Режисьор    | Сценарист                |
| ----- | ----------------------------------------------- | -------------------- | ----------- | ------------------------ |
| 1     | „Вкус на самота“ (A Taste of Solitude)          | 31 август 2023 г.    | Томас Напер | Аманда Шуман             |
| 2     | „Странници и врагове“ (Strangers and Friends)   | 31 август 2023 г.    | Томас Напер | Катрин Маккена           |
| 3     | „Какво можеше да бъде“ (What Might Be)          | 31 август 2023 г.    | Саана Хамри | Джон Маккучън            |
| 4     | „Щерка на нощта“ (Daughter of the Night)        | 26 ноември 2021 г.   | Саана Хамри | Дейв Хил                 |
| 5     | „Дамане“ (Damane)                               | 14 септември 2023 г. | Мая Вървило | Рохит Кумар              |
| 6     | „Очи без милост“ (Eyes Without Pity)            | 21 септември 2023 г. | Мая Вървило | Рами Парк                |
| 7     | „Даес Дай-мар“ (Daes Dae'Mar)                   | 28 септември 2023 г. | Саана Хамри | Джъстийн Гилмър          |
| 8     | „Какво трябваше да бъде“ (What Was Meant to Be) | 5 октомври 2023 г.   | Саана Хамри | Рейф Юдкинс и Тимъти Ърл |

## Продукция

### Предистория
През 2000 година Ен Би Си взимат правата върху фентъзи поредицата, но не се стига до снимачен процес. През 2004 година Робърт Джордан продава филмовите, телевизионните, комиксовите и правата върху компютърните игри на компанията Ред Ийгъл Ентъртеймънт. През 2015 година Ред Ийгъл Ентъртеймънт плаща на канала Еф Екс Екс да излъчи „Зимният дракон“, 22 минутен пилотен епизод на евентуална поредица по Колелото на времето с Били Зейн и Макс Райън в ролите. Това позволява на Ред Ийгъл Ентъртеймънт да задържат правата върху проекта. Впоследствие компанията завежда дело срещу вдовицата на Джордан, Хариет Макдугъл, за нейните коментари относно пилотния епизод и делото е разрешено през 2016 година.

### Развитие
Нова адаптация на сериала е обявена на 20 април 2017 година, продуцирана от Сони Пикчърс Телевижън съвместно с Ред Ийгъл Ентъртейнмънт и Радар Пикчърс. Очаква се Рейф Юдкинс да бъде определен за създател на проекта и да продуцира съвместно с Рик Селвидж, Лари Мондрагон, Тед Фийлд, Майк Уебър и Дарън Лемке. Макдугъл е определена за консултиращ продуцент. До октомври 2018 година сериалът е в процес на разработка от една година, а Амазон Студиос са дали съгласието си да го продуцират. Ута Бризевиц е утвърдена за режисьор на първите два епизода през февруари 2019 година. На 20 май 2021 година Амазон подновяват сериала за втори сезон още преди премиерата на първия.

### Кастинг
Розамунд Пайк минава през кастинг в главната роля на Моарейн през юни 2019 година. Останалите главни роли са обявени през август 2019 година: Даниел Хени като Лан, Йоша Страдовски като Ранд ал'Тор, Маркъс Рътерфорд като Перин Айбара, Зои Робинс като Нинив ал'Мийра, Барни Харис като Мат Каутон и Мадлин Мадън като Егвийн ал'Вийр.

### Заснемане
Първите снимки от първия сезон са на 16 септември 2019 година. Снимачният процес в Прага е прекратен през март 2020 година заради коронавирусната пандемия, но е продължен през април 2021 година и приключва през май 2021 година. Заснемането на втория сезон започва на 19 юли 2021 година.

## Премиера
Сериалът е планиран да се излъчи премиерно по стрийминг платформата „Амазон Прайм Видео“ на 19 ноември 2021 година, като първите 3 епизода да са свободни за гледане, а останалите да се излъчват седмично до 24 декември 2021 година, когато е краят на сезона.